# Monica Andersson (orienterare)
Ingrid Monica Andersson, gift Gustavsson, född 3 september 1953 i Gustav Adolfs församling i Helsingborg, död 15 november 2021 i Rättvik, var en svensk orienterare.
Andersson blev världsmästare i stafett vid VM 1974 och tog även ytterligare två VM-brons och tre NM-brons. Hon tävlade för Helsingborgs SOK.